# Little Feat (album)
Albums de Little Feat
Sailin' Shoes
(1972)
Little Feat est le premier album studio de Little Feat, sorti en janvier 1971.

## Liste des titres
| 1. | Snakes on Everything | Bill Payne           | 3:04 |
| 2. | Strawberry Flats     | Payne, Lowell George | 2:20 |
| 3. | Truck Stop Girl      | Payne, George        | 2:32 |
| 4. | Brides of Jesus      | Payne, George        | 3:20 |
| 5. | Willin'              | George               | 2:24 |
| 6. | Hamburger Midnight   | George, Roy Estrada  | 2:30 |

| 1. | Forty-Four Blues / How Many More Years | Roosevelt Sykes, Chester Burnett | 6:25 |
| 2. | Crack in Your Door                     | George                           | 2:16 |
| 3. | I've Been the One                      | George                           | 2:20 |
| 4. | Takin' My Time                         | Payne                            | 3:45 |
| 5. | Crazy Captain Gunboat Willie           | Payne, George                    | 1:55 |